# Krejbjerg Sogn
Krejbjerg Sogn er et sogn i Salling Provsti (Viborg Stift).
I 1800-tallet var Krejbjerg Sogn anneks til Rødding Sogn. Begge sogne hørte til Rødding Herred i Viborg Amt. Trods annekteringen var både Krejbjerg og Rødding selvstændige sognekommuner. Ved kommunalreformen i 1970 blev de indlemmet i Spøttrup Kommune, som ved strukturreformen i 2007 indgik i Skive Kommune.
I Krejbjerg Sogn ligger Krejbjerg Kirke.
I sognet findes følgende autoriserede stednavne:
- Buksager (bebyggelse)
- Gedbæk (vandareal)
- Hjerk Nor (vandareal)
- Hjortholm (areal)
- Krejbjerg (bebyggelse, ejerlav)
- Krejbjerg Grundvad (bebyggelse, ejerlav)
- Lysen Odde (areal)
- Lysenhede Plantage (areal)
- Neder Ginderup (bebyggelse)
- Nørre Andrup (bebyggelse, ejerlav)
- Over Ginderup (bebyggelse)
- Overgårde (bebyggelse)
- Stenodde (areal)